# Ту-85
Бомбардувальник Ту-85 (за кодифікацією НАТО: англ. Barge — «Баржа») — експериментальний радянський міжконтинентальний стратегічний бомбардувальник.
Бомбардувальник Ту-85 був створений у період протистояння СРСР та США, коли під час Корейської війни було з'ясовано вразливість радянських МІГ-15 порівняно з американськими В-29. Ту-85 — радянський стратегічний бомбардувальник, який призначався для завдання бомбових або ядерних ударів по стратегічно важливих об'єктах противника.

## Історія створення літака
До створення літака Ту-85 було розроблено та вироблено у дослідному екземплярі Ту-80, який був модернізацією ТУ-4. Удосконалення та переробки останнього відразу почалися після його створення, оскільки його заявлена дальність польоту була недостатньою.
Сам Ту-4 був відповіддю на серійний бомбардувальник В-50, що з'явився на озброєнні в США, який став глубокою модернізацією В-29.
На той час, коли було створено Ту-80, американці вже завершили створення міжконтинентального бомбардувальника В-36 із шістьма двигунами, який надійшов на озброєння країни у 1949 році. Він міг пролетіти 16 000 км при злітній масі 181 тонн. Крім того, американцями був розроблений бомбардувальник В-50, дальність польоту якого становила 12 000 км. У відповідь на це радянським урядом перед КБ Туполєва було поставлено завдання щодо створення міжконтинентального бомбардувальника. Так розпочалася історія ТУ-85.
ОКБ Туполєва повинно було збудувати повітряний лайнер, дальність польоту якого становила б 12 000 км, двигуни передбачалося використовувати АШ-2К або М-253К.
Цей проєкт був дуже важливим для країни, тому він контролювався комісією, яка була створена з представників ВПС.

## Основні моменти у створенні літака
У КБ розробка літака велася за такими напрямами:
1. Розробка енергетичної установки, що підходить для двигунів великої потужності;
2. Удосконалення крила;
3. Розробка більш оптимальної схеми крила, щоб знизити його вагу.

Робочі креслення для дослідного зразка були готові восени 1949 року.
Поряд із вимогами до льотних характеристик розробниками було дотримано вказівок вчених-ядерників для забезпечення безпечного польоту екіпажу, якщо йому доведеться летіти з ядерною зброєю на борту.
Крило проєктувалося подовженої форми з великим розмахом, це забезпечувало високі аеродинамічні характеристики. Для покращення характеристик при зльоті та посадці використовувалися щитки та закрилки, які розділені обтічниками мотогандол. Фюзеляж складається із шести секцій.
Крило виготовлялося з використанням товстої обшивки, що забезпечувало його малу вагу. Крило було дволонжерним, і складалося з центроплану, 2 консолей та 2 відсіків. Між стінками лонжеронів розташовувалися бензобаки з паливом, а також передбачалася система дозаправки.
Порівняно з Ту-80 було подовжено бомбовідсіки, щоб можна було транспортувати бомби вагою 9 тонн. Три знімні відсіки фюзеляжу були герметичні і служили гермокабінами екіпажу, який складався з 11 чи 12 осіб. Для відпочинку людей передбачалися знімні ліжка, які встановлювалися в носовій та середній кабінах.

## Тактико-технічні характеристики
- Екіпаж: 11 (2 пілоти, штурман, штурман-бомбардир, бортінженер, бортрадист, оператор РЛС, 4 стрілка)
- Довжина: 39,905 м
- Розмах крила: 56,0 м
- Площа крила: 273,9 м2
- Маса порожнього: 54711 кг
- Нормальна злітна маса: 76000 кг
- Максимальна злітна маса: 107292 кг
- Маса палива у внутрішніх баках:
- нормальна 20129 кг
- максимальна 48600 кг
- Об'єм паливних баків: 63600 л
- Силова установка: 4х Ж-подібних 24-циліндрових (шість чотирициліндрових блоків, розташованих зіркоподібно) рідинного охолодження ВД-4К
- Потужність двигунів: 4 × 4300 л. с.
- Повітряний гвинт: чотирилопатеві АВ-48 змінюваного кроку
- Льотні характеристики
- Максимальна швидкість:
- біля землі: 459 км / год
- на висоті: 638 км / год на 10000 м
- Крейсерська швидкість: 406 км / год
- Посадкова швидкість: 125 км / год
- Практична дальність: 12018 км (з 5000 кг бомб)
- Практична стеля: 11700 м
- Час набору висоти: 5000 м за 8-9 хв
- Довжина розбігу: 1640 м
- Довжина пробігу: 1500 м
- Озброєння
- Гарматне: 5 × 2×23 мм гармати НР-23 з 3150 набоями. (дві установки зверху, дві знизу, одна в хвості)
- Бойове навантаження:
- нормальна: 5000 кг
- максимальна: 18000 кг